# Ретвиш (Штормарн)
Ретвиш (нем. Rethwisch) — община в Германии, в земле Шлезвиг-Гольштейн.
Входит в состав района Штормарн. Подчиняется управлению Бад Ольдеслё-Ланд. Население составляет 1043 человека (на 31 декабря 2010 года). Занимает площадь 13,24 км².
Коммуна подразделяется на 7 сельских округов.